# Simulium aureliani
Simulium aureliani är en tvåvingeart som beskrevs av Alex Fain 1950. Simulium aureliani ingår i släktet Simulium och familjen knott.
Artens utbredningsområde är Rwanda. Inga underarter finns listade i Catalogue of Life.